# Wybory parlamentarne w Polsce w 2019 roku

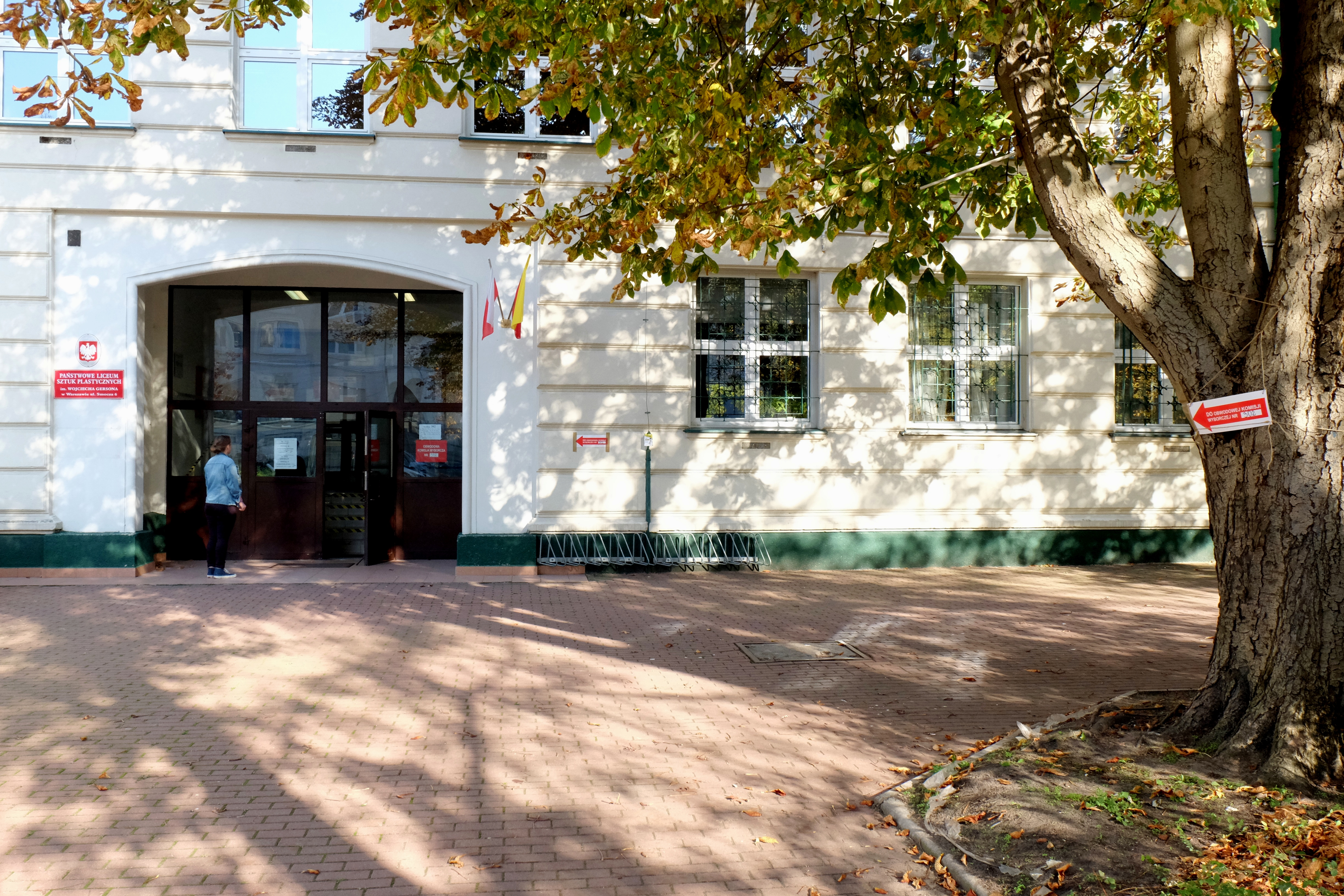
Budynek Państwowego Liceum Sztuk Plastycznych im. Wojciecha Gersona w Warszawie, siedziba Obwodowej Komisji Wyborczej nr 302

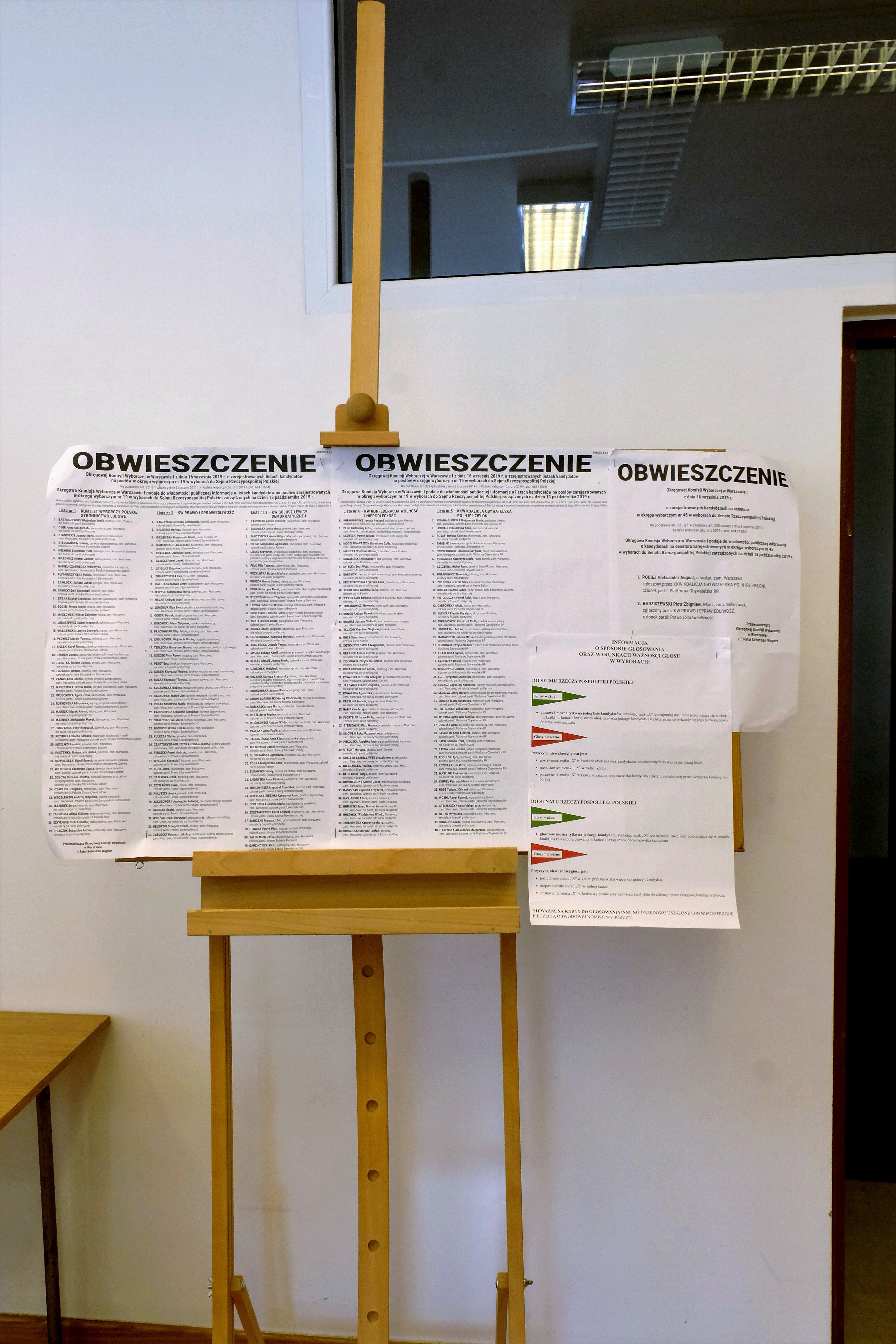
Obwieszczenie wyborcze

Wybory parlamentarne w Polsce w 2019 roku – zarządzone na 13 października wybory do Sejmu i Senatu przez prezydenta Rzeczypospolitej Polskiej Andrzeja Dudę 6 sierpnia.
Był to najwcześniejszy możliwy termin (na podstawie art. 194 kodeksu wyborczego, wybory w tym wypadku mogły się odbyć najpóźniej 11 listopada).
Wybory przeprowadzone zostały na podstawie kodeksu wyborczego z 5 stycznia 2011. Obywatele Polski uprawnieni do głosowania wybrali w nich 460 posłów i 100 senatorów. Wybory do Sejmu zakończyły się zwycięstwem Prawa i Sprawiedliwości. Do Sejmu dostały się także Koalicja Obywatelska, Polskie Stronnictwo Ludowe, Sojusz Lewicy Demokratycznej oraz Konfederacja Wolność i Niepodległość, jeden mandat przypadł też Mniejszości Niemieckiej. W Senacie mandaty uzyskały komitety PiS, KO, PSL i SLD oraz czworo kandydatów niezależnych (komitety wyborcze wyborców). Komitet wyborczy PiS uzyskał większość mandatów w Sejmie, natomiast nie zdobył jej w Senacie (choć w wyborach do tej izby także uzyskał najwięcej mandatów).

## Sytuacja na scenie politycznej przed wyborami
Do ogłoszenia wyborów doszło podczas trwających od 2015 rządów Prawa i Sprawiedliwości (sprawującego władzę wraz z zasiadającymi w jego klubie koalicjantami), w momencie urzędowania pierwszego rządu Mateusza Morawieckiego, który w 2017 zastąpił urzędujący od 2015 rząd Beaty Szydło. Swój start zapowiedziały rządzące PiS oraz pozostające w opozycji Koalicja Obywatelska (powstała w 2018 roku jako koalicja Platformy Obywatelskiej i Nowoczesnej, następnie rozszerzona o partie Inicjatywa Polska i Zieloni), Lewica (koalicja lewicowych partii politycznych startująca formalnie pod szyldem Sojuszu Lewicy Demokratycznej), Koalicja Polska (centrowo-prawicowa koalicja startująca formalnie pod szyldem Polskiego Stronnictwa Ludowego) i Konfederacja Wolność i Niepodległość (zarejestrowana pod tą nazwą powstała w 2018 koalicja Ruchu Narodowego i partii KORWiN, do której m.in. w styczniu 2019 do koalicji dołączyło środowisko skupione wokół Grzegorza Brauna). Prawo rejestracji kandydatów we wszystkich okręgach wyborczych w całej Polsce uzyskało pięć komitetów: PiS, KO, SLD, PSL i Konfederacja. W wyborach do Senatu Koalicja Obywatelska, Polskie Stronnictwo Ludowe i Sojusz Lewicy Demokratycznej po raz pierwszy nawiązały współpracę w ramach tzw. paktu senackiego. Wybory parlamentarne odbyły się kilka miesięcy po odbywających się 26 maja tego samego roku wyborach do Parlamentu Europejskiego w Polsce, w których Prawo i Sprawiedliwość zdobyło najwięcej głosów i uzyskało wynik 45,38%, drugie miejsce zajęła Koalicja Europejska z wynikiem 38,47% głosów, a trzecie miejsce partia Wiosna Roberta Biedronia z wynikiem 6,06% głosów, inne komitety wyborcze nie przekroczyły progu 5%.

## Terminy wyborcze
Prezydent ustalił następujący kalendarz wyborczy:
- do 26 sierpnia
  - złożenie zawiadomień o utworzeniu komitetów wyborczych
  - powołanie okręgowych komisji wyborczych
- do 3 września
  - zgłoszenie list kandydatów na posłów i kandydatur na senatorów
- do 13 września
  - losowanie numerów list kandydatów na posłów
  - zgłaszanie kandydatów do obwodowych komisji wyborczych przez pełnomocników komitetów wyborczych
- do 23 września
  - powołanie przez komisarzy wyborczych obwodowych komisji wyborczych
  - podanie do wiadomości publicznej informacji o numerach i granicach obwodów głosowania utworzonych za granicą oraz siedzibach obwodowych komisji wyborczych
  - sporządzenie spisów wyborców przez gminy
- od 22 września do 30 września – składanie przez żołnierzy pełniących zasadniczą lub okresową służbę wojskową oraz pełniących służbę w charakterze kandydatów na żołnierzy zawodowych lub odbywających ćwiczenia i przeszkolenie wojskowe, a także ratowników odbywających zasadniczą służbę wojskową w obronie cywilnej poza miejscem stałego zamieszkania oraz policjantów z jednostek skoszarowanych, funkcjonariuszy Służby Ochrony Państwa, Straży Granicznej, Państwowej Straży Pożarnej oraz Służby Więziennej wniosków o dopisanie do wybranego przez nich spisu wyborców sporządzanego dla miejscowości, w której odbywają służbę
- do 30 września – zgłaszanie komisarzowi wyborczemu przez wyborców niepełnosprawnych zamiaru głosowania korespondencyjnego w kraju, w tym przy pomocy nakładek na karty do głosowania w alfabecie Braille’a
- od 28 września do 11 października do godz. 24:00 – nieodpłatne rozpowszechnianie audycji wyborczych w programach publicznych nadawców radiowych i telewizyjnych przygotowanych przez komitety wyborcze
- do 3 października – podanie przez okręgowe komisje wyborcze w formie obwieszczenia, informacji o zarejestrowanych listach kandydatów na posłów i kandydatach na senatorów
- do 4 października – składanie wniosków o sporządzenie aktu pełnomocnictwa do głosowania
- do 8 października
  - składanie wniosków o dopisanie do spisu wyborców w wybranym przez siebie obwodzie głosowania
  - składanie przez komitety wyborcze wyborców zrzeszonych w zarejestrowanych organizacjach mniejszości narodowych oświadczeń do Państwowej Komisji Wyborczej o korzystaniu ich list kandydatów na posłów ze zwolnienia z warunku określonego w art. 196 § 1 Kodeksu wyborczego, tj. obowiązku przekroczenia progu wyborczego
- do 10 października
  - zgłaszanie przez wyborców przebywających za granicą wniosków o wpisanie do spisu wyborców w obwodach głosowania utworzonych za granicą
  - zgłaszanie przez wyborców przebywających na polskich statkach morskich wniosków o wpisanie do spisów wyborców w obwodach głosowania utworzonych na tych statkach
- 11 października (godz. 24:00) – zakończenie kampanii wyborczej i rozpoczęcie ciszy wyborczej, która potrwa do zakończenia głosowania we wszystkich obwodach w Polsce
- 12 października – przekazanie przewodniczącym obwodowych komisji wyborczych spisów wyborców
- 13 października 2019 – głosowanie w godz. 7:00–21:00

## Rejestracja komitetów wyborczych
W przewidzianym terminie zgłaszania komitetów wyborczych zawnioskowano o rejestrację 94 komitetów, spośród których zarejestrowano 88: 1 koalicyjny, 30 partii politycznych oraz 57 wyborców. 37 komitetów zadeklarowało start zarówno do Sejmu, jak i do Senatu, 2 tylko do Sejmu, a 49 tylko do Senatu.

## Komitety wyborcze do Sejmu i Senatu
|  | Nr listy | Komitet wyborczy                            | Lider | Lider                                                | Hasła wyborcze                                                | Kandydaci na posłów | Kandydaci na senatorów |
|  | -------- | ------------------------------------------- | ----- | ---------------------------------------------------- | ------------------------------------------------------------- | ------------------- | ---------------------- |
|  | 1        | Polskie Stronnictwo Ludowe*                 |       | Władysław Kosiniak-Kamysz                            | Łączymy Polaków; Wybierz zieloną przyszłość                   | 919                 | 16                     |
|  | 2        | Prawo i Sprawiedliwość*                     |       | Jarosław Kaczyński                                   | Dobry czas dla Polski                                         | 918                 | 99                     |
|  | 3        | Sojusz Lewicy Demokratycznej*               |       | Włodzimierz Czarzasty                                | Łączy nas przyszłość; Wybierz przyszłość                      | 911                 | 7                      |
|  | 4        | Konfederacja Wolność i Niepodległość*       |       | Janusz Korwin-Mikke, Robert Winnicki, Grzegorz Braun | Polska dla Ciebie                                             | 881                 | 7                      |
|  | 5        | KKW Koalicja Obywatelska PO .N iPL Zieloni* |       | Grzegorz Schetyna (główny)                           | Jutro może być lepsze; Współpraca, a nie kłótnie; Silni razem | 920                 | 73                     |

- PSL – Unia Europejskich Demokratów, Ślonzoki Razem, Stronnictwo Demokratyczne, Polska Nas Potrzebuje, po 1 członku: Nowoczesna, Jeden-PL, Platforma Obywatelska, Liga Polskich Rodzin
- PiS – Porozumienie, Solidarna Polska, Partia Republikańska, 1 członek Stronnictwa „Piast” (oprócz tego bezpartyjni przedstawiciele Unii Polityki Realnej i Wolnych i Solidarnych)
- SLD – Lewica Razem, Wiosna, Polska Partia Socjalistyczna, Twój Ruch, po 1 członku: Komunistyczna Partia Polski, Ruch Sprawiedliwości Społecznej, Polska Partia Internetowa, Nowoczesna
- Konfederacja WiN – Ruch Narodowy, KORWiN, Zjednoczenie Chrześcijańskich Rodzin, po 2 członków: Liga Narodowa, Liga Polskich Rodzin, po 1 członku: Partia Kierowców, Kongres Nowej Prawicy, Wolni i Solidarni
- KO – Śląska Partia Regionalna, Socjaldemokracja Polska, po 1 członku: PSL, Twój Ruch, Wolność i Równość, SLD, Unia Pracy

|  | Nr listy | Komitet wyborczy                          | Lider | Lider              | Hasła wyborcze             | Liczba okręgów | Kandydaci na posłów | Kandydaci na senatorów |
|  | -------- | ----------------------------------------- | ----- | ------------------ | -------------------------- | -------------- | ------------------- | ---------------------- |
|  | 6        | Prawica*                                  |       | Bogusław Kiernicki |                            | 1              | 18                  | 1                      |
|  | 7        | Akcja Zawiedzionych Emerytów i Rencistów* |       | Wojciech Kornowski |                            | 3              | 53                  | 0                      |
|  | 8        | KWW Koalicja Bezpartyjni i Samorządowcy*  |       | Robert Raczyński   | Ty też jesteś bezpartyjny! | 19             | 405                 | 14                     |
|  | 9        | Skuteczni*                                |       | Piotr Liroy-Marzec | Odpowiedzialna Polska      | 5              | 75                  | 0                      |
|  | 10       | KWW Mniejszość Niemiecka* **              |       | Ryszard Galla      | Opolskie! Ma znaczenie     | 1              | 24                  | 2                      |

- Prawica – Kongres Nowej Prawicy
- AZER – Samoobrona, po 1 członku: Organizacja Narodu Polskiego – Liga Polska, Polska Patriotyczna/Związek Słowiański, Piast – Jedność Myśli Europejskich Narodów, Stronnictwo Pracy, Wolni i Solidarni
- KBiS – po 1 członku: Chrześcijańska Demokracja III Rzeczypospolitej Polskiej, PiS, PSL, Porozumienie
- Skuteczni – Wolni i Solidarni (w większości), po 1 członku: PSL, Jedność Narodu, KORWiN
- MN – Regionalna. Mniejszość z Większością

** Jako komitet mniejszości narodowej zwolniony z obowiązku przekraczania progu wyborczego.
| Komitet wyborczy                              | Lider               | Kandydaci na senatorów |
| --------------------------------------------- | ------------------- | ---------------------- |
| KWW Przywrócić Prawo                          | Janusz Sanocki      | 7                      |
| Polska Lewica                                 | Jacek Zdrojewski    | 3                      |
| KWW Lista Mirosława Piotrowskiego do Senatu   | Mirosław Piotrowski | 3                      |
| Jedność Narodu                                | Gabriel Janowski    | 2                      |
| Samoobrona                                    | Lech Kuropatwiński  | 2                      |
| Ślonzoki Razem                                | Leon Swaczyna       | 2                      |
| KWW Kukiz15 do Senatu                         | Paweł Kukiz         | 2                      |
| Komitety z zarejestrowanym jednym kandydatem* |                     | 39                     |

*W tym partie: Normalny Kraj, Stronnictwo Pracy, Związek Słowiański, Narodowe Odrodzenie Polski

## Listy wyborcze w poszczególnych okręgach oraz ich liderzy
Poniższe zestawienie zostało opracowane na podstawie danych z serwisu informacyjnego PKW
| Okręg | PSL                           | PiS                          | SLD                            | Konfederacja          | KO                         | Prawica          | AZER               | KBiS                 | Skuteczni          |
| ----- | ----------------------------- | ---------------------------- | ------------------------------ | --------------------- | -------------------------- | ---------------- | ------------------ | -------------------- | ------------------ |
| Okręg |                               |                              |                                |                       |                            |                  |                    |                      |                    |
| 1     | Stanisław Żuk                 | Adam Lipiński                | Małgorzata Sekuła-Szmajdzińska | Waldemar Utecht       | Piotr Borys                | –                | –                  | Adam Myrda           | –                  |
| 2     | Paweł Gancarz                 | Michał Dworczyk              | Marek Dyduch                   | Roman Łambucki        | Tomasz Siemoniak           | –                | –                  | Anatol Szpur         | –                  |
| 3     | Jacek Protasiewicz            | Mirosława Stachowiak-Różecka | Krzysztof Śmiszek              | Krzysztof Tuduj       | Grzegorz Schetyna          | –                | –                  | Ewa Zdrojewska       | –                  |
| 4     | Dariusz Kurzawa               | Tomasz Latos                 | Krzysztof Gawkowski            | Marcin Sypniewski     | Tadeusz Zwiefka            | –                | –                  | Łukasz Pająk         | –                  |
| 5     | Paweł Szramka                 | Jan Ardanowski               | Robert Kwiatkowski             | Sławomir Mentzen      | Tomasz Lenz                | –                | –                  | Marek Kuszyński      | –                  |
| 6     | Jan Łopata                    | Sylwester Tułajew            | Jacek Czerniak                 | Jakub Kulesza         | Joanna Mucha               | –                | –                  | Marek Woch           | –                  |
| 7     | Jarosław Sachajko             | Jacek Sasin                  | Monika Pawłowska               | Witold Tumanowicz     | Riad Haidar                | –                | –                  | Jan Kokot            | –                  |
| 8     | Jolanta Fedak                 | Marek Ast                    | Anita Kucharska-Dziedzic       | Krystian Kamiński     | Tomasz Aniśko              | –                | –                  | –                    | –                  |
| 9     | Elżbieta Bińczycka            | Piotr Gliński                | Tomasz Trela                   | Tomasz Grabarczyk     | Tomasz Zimoch              | –                | –                  | –                    | –                  |
| 10    | Dariusz Klimczak              | Antoni Macierewicz           | Anita Sowińska                 | Patryk Marjan         | Cezary Grabarczyk          | –                | –                  | –                    | –                  |
| 11    | Paweł Bejda                   | Joanna Lichocka              | Paulina Matysiak               | Izabela Walczak       | Cezary Tomczyk             | –                | –                  | Przemysław Skupiński | –                  |
| 12    | Józef Brynkus                 | Rafał Bochenek               | Ryszard Śmiałek                | Bartosz Wilczyński    | Dorota Niedziela           | –                | –                  | –                    | –                  |
| 13    | Agnieszka Ścigaj              | Małgorzata Wassermann        | Maciej Gdula                   | Konrad Berkowicz      | Paweł Kowal                | Stanisław Żółtek | –                  | Marek Jakubiak       | –                  |
| 14    | Urszula Nowogórska            | Arkadiusz Mularczyk          | Jakub Bocheński                | Andrzej Skupień       | Jagna Marczułajtis-Walczak | –                | –                  | –                    | –                  |
| 15    | Władysław Kosiniak-Kamysz     | Anna Pieczarka               | Jacek Jabłoński                | Czesław Kwaśniak      | Urszula Augustyn           | –                | –                  | –                    | –                  |
| 16    | Piotr Zgorzelski              | Łukasz Szumowski             | Arkadiusz Iwaniak              | Paweł Usiądek         | Marcin Kierwiński          | –                | –                  | Paweł Kłobukowski    | –                  |
| 17    | Mirosław Maliszewski          | Marek Suski                  | Patryk Fajdek                  | Marek Szewczyk        | Joanna Kluzik-Rostkowska   | –                | –                  | Piotr Drzewiński     | Hubert Czerniak    |
| 18    | Marek Sawicki                 | Krzysztof Tchórzewski        | Dorota Olko                    | Krzysztof Tołwiński   | Kamila Gasiuk-Pihowicz     | –                | Adam Bednarczyk    | Marek Czarnecki      | –                  |
| 19    | Władysław Teofil Bartoszewski | Jarosław Kaczyński           | Adrian Zandberg                | Janusz Korwin-Mikke   | Małgorzata Kidawa-Błońska  | –                | –                  | –                    | –                  |
| 20    | Robert Mordak                 | Mariusz Błaszczak            | Andrzej Rozenek                | Michał Wawer          | Jan Grabiec                | –                | –                  | Grzegorz Wysocki     | –                  |
| 21    | Paweł Kukiz                   | Violetta Porowska            | Marcelina Zawisza              | Jacek Wilk            | Witold Zembaczyński        | –                | –                  | –                    | –                  |
| 22    | Mieczysław Kasprzak           | Marek Kuchciński             | Łukasz Rydzik                  | Andrzej Zapałowski    | Joanna Frydrych            | –                | –                  | –                    | –                  |
| 23    | Stanisław Tyszka              | Krzysztof Sobolewski         | Wiesław Buż                    | Grzegorz Braun        | Paweł Poncyljusz           | –                | –                  | –                    | Andrzej Szlęzak    |
| 24    | Stefan Krajewski              | Dariusz Piontkowski          | Paweł Krutul                   | Robert Winnicki       | Robert Tyszkiewicz         | –                | Mirosław Basiewicz | Łukasz Dymko         | Marcin Sawicki     |
| 25    | Andrzej Kobylarz              | Jarosław Sellin              | Beata Maciejewska              | Michał Urbaniak       | Sławomir Neumann           | –                | –                  | –                    | –                  |
| 26    | Marek Biernacki               | Marcin Horała                | Joanna Senyszyn                | Artur Dziambor        | Barbara Nowacka            | –                | –                  | –                    | –                  |
| 27    | Mirosław Szemla               | Stanisław Szwed              | Przemysław Koperski            | Bronisław Foltyn      | Mirosława Nykiel           | –                | –                  | –                    | –                  |
| 28    | Henryk Kiepura                | Szymon Giżyński              | Zdzisław Wolski                | Włodzimierz Skalik    | Izabela Leszczyna          | –                | –                  | Marcin Maranda       | –                  |
| 29    | Andrzej Pilot                 | Bożena Borys-Szopa           | Wanda Nowicka                  | Sebastian Dziębowski  | Marta Golbik               | –                | –                  | Robert Rabus         | –                  |
| 30    | Grzegorz Piliszek             | Bolesław Piecha              | Maciej Kopiec                  | Roman Fritz           | Marek Krząkała             | –                | –                  | Maciej Urbańczyk     | –                  |
| 31    | Aleksandra Jelonek            | Mateusz Morawiecki           | Maciej Konieczny               | Dobromir Sośnierz     | Borys Budka                | –                | –                  | –                    | –                  |
| 32    | Barbara Chrobak               | Ewa Malik                    | Włodzimierz Czarzasty          | Jerzy Janoska         | Wojciech Saługa            | –                | –                  | –                    | –                  |
| 33    | Czesław Siekierski            | Zbigniew Ziobro              | Andrzej Szejna                 | Krzysztof Bosak       | Bartłomiej Sienkiewicz     | –                | –                  | Stanisław Skuza      | Piotr Liroy-Marzec |
| 34    | Zbigniew Ziejewski            | Leonard Krasulski            | Monika Falej                   | Andrzej Wyrębek       | Jacek Protas               | –                | –                  | Wojciech Penkalski   | –                  |
| 35    | Urszula Pasławska             | Wojciech Maksymowicz         | Marcin Kulasek                 | Piotr Lisiecki        | Janusz Cichoń              | –                | –                  | –                    | Paweł Abramski     |
| 36    | Andrzej Grzyb                 | Jan Dziedziczak              | Wiesław Szczepański            | Witold Stoch          | Mariusz Witczak            | –                | –                  | –                    | –                  |
| 37    | Jacek Tomczak                 | Zbigniew Hoffmann            | Paulina Nowak                  | Anna Bryłka           | Tomasz Nowak               | –                | Zdzisław Jankowski | –                    | –                  |
| 38    | Krzysztof Paszyk              | Krzysztof Czarnecki          | Dariusz Standerski             | Adam Urbański         | Maria Janyska              | –                | –                  | –                    | –                  |
| 39    | Wojciech Jankowiak            | Jadwiga Emilewicz            | Katarzyna Ueberhan             | Jakub Mierzejewski    | Joanna Jaśkowiak           | –                | –                  | –                    | –                  |
| 40    | Radosław Lubczyk              | Czesław Hoc                  | Małgorzata Prokop-Paczkowska   | Krzysztof Chmielewski | Piotr Zientarski           | –                | –                  | –                    | –                  |
| 41    | Jarosław Rzepa                | Marek Gróbarczyk             | Dariusz Wieczorek              | Marcin Bedka          | Sławomir Nitras            | –                | –                  | –                    | –                  |

| Okręg wyborczy | Nazwa Komitetu | Nazwa Komitetu           | Numer 1 na liście |
| -------------- | -------------- | ------------------------ | ----------------- |
| 21             |                | KWW Mniejszość Niemiecka | Ryszard Galla     |

## Lista kandydatów do Senatu
Poniższe zestawienie zostało opracowane na podstawie danych z serwisu informacyjnego PKW.
|                                        | Okr. | PiS                           | KO                    | PSL                  | KBiS                 | SLD                           | Konfederacja      | Przywrócić Prawo  | Inne komitety                          |
| -------------------------------------- | ---- | ----------------------------- | --------------------- | -------------------- | -------------------- | ----------------------------- | ----------------- | ----------------- | -------------------------------------- |
| dolnośląskie                           |      |                               |                       |                      |                      |                               |                   |                   |                                        |
|                                        | 1    | Rafał Ślusarz                 | Władysław Kozakiewicz |                      | Piotr Roman          |                               |                   |                   |                                        |
|                                        | 2    | Krzysztof Mróz                | Jerzy Pokój           |                      |                      |                               |                   |                   | Kazimierz Klimek (Polska Lewica)       |
|                                        | 3    | Dorota Czudowska              | Elżbieta Stępień      |                      | Tymoteusz Myrda      |                               |                   |                   |                                        |
|                                        | 4    | Kamil Zieliński               | A. Kołacz-Leszczyńska |                      |                      |                               |                   |                   | Mirosław Lubiński (niezależny)         |
|                                        | 5    | Aleksander Szwed              | Stanisław Jurcewicz   |                      | Patryk Hałaczkiewicz |                               |                   |                   |                                        |
|                                        | 6    | Jarosław Obremski             | Bogdan Zdrojewski     |                      | Dariusz Stasiak      |                               |                   |                   |                                        |
|                                        | 7    | Marcin Krzyżanowski           | Alicja Chybicka       |                      |                      |                               |                   |                   |                                        |
|                                        | 8    | Sergiusz Kmiecik              | Barbara Zdrojewska    |                      |                      |                               |                   |                   |                                        |
| kujawsko-pomorskie                     |      |                               |                       |                      |                      |                               |                   |                   |                                        |
|                                        | 9    | Helena Czakowska              | Andrzej Kobiak        |                      |                      |                               | Leszek Posłuszny  |                   |                                        |
|                                        | 10   | Mikołaj Bogdanowicz           | Krzysztof Brejza      |                      | Mieczysław Piwowar   |                               | Jarosław Latawiec |                   |                                        |
|                                        | 11   | Zbigniew Rasielewski          | Antoni Mężydło        |                      |                      |                               |                   |                   |                                        |
|                                        | 12   | Andrzej Mioduszewski          |                       | Ryszard Bober        |                      |                               |                   |                   | Zbigniew Adamczyk (Zw. Słowiański)     |
| Marek Nowak (niezależny)               | 12   | Andrzej Mioduszewski          |                       | Ryszard Bober        |                      |                               |                   |                   |                                        |
| Robert Zadura (Lista Piotrowskiego)    | 12   | Andrzej Mioduszewski          |                       | Ryszard Bober        |                      |                               |                   |                   |                                        |
|                                        | 13   | Józef Łyczak                  |                       |                      |                      | Jerzy Wenderlich              |                   |                   | Henryk Kierzkowski (Stronnictwo Pracy) |
| Józef Lewandowski (Polska Lewica)      | 13   | Józef Łyczak                  |                       |                      |                      | Jerzy Wenderlich              |                   |                   |                                        |
| Łukasz Zbonikowski (niezależny)        | 13   | Józef Łyczak                  |                       |                      |                      | Jerzy Wenderlich              |                   |                   |                                        |
| lubelskie                              |      |                               |                       |                      |                      |                               |                   |                   |                                        |
|                                        | 14   | Stanisław Gogacz              | Arkadiusz Kasznia     |                      |                      |                               |                   |                   | Wojciech Mateńka (Normalny Kraj)       |
| Marcin Walasek (Jedność Narodu)        | 14   | Stanisław Gogacz              | Arkadiusz Kasznia     |                      |                      |                               |                   |                   |                                        |
|                                        | 15   | Grzegorz Czelej               | Krzysztof Kamiński    |                      |                      |                               |                   |                   | Paweł Górnik (niezależny)              |
|                                        | 16   | Krzysztof Michałkiewicz       | Jacek Bury            |                      |                      |                               |                   | Wojciech Górski   |                                        |
|                                        | 17   | Grzegorz Bierecki             |                       | Sławomir Sosnowski   |                      |                               |                   |                   |                                        |
|                                        | 18   | Józef Zając                   | Rafał Stachura        |                      |                      |                               |                   | Konrad Rękas      |                                        |
|                                        | 19   | Jerzy Chróścikowski           |                       | Józef Kuropatwa      |                      |                               |                   |                   | Marcin Dybowski (Lista Piotrowskiego)  |
| lubuskie                               |      |                               |                       |                      |                      |                               |                   |                   |                                        |
|                                        | 20   | Zbigniew Kościk               | Robert Dowhan         |                      |                      |                               |                   |                   |                                        |
|                                        | 21   | Marek Surmacz                 | Władysław Komarnicki  |                      |                      |                               |                   |                   | Janusz Maksymowicz (niezależny)        |
| Anna Synowiec (niezależna)             | 21   | Marek Surmacz                 | Władysław Komarnicki  |                      |                      |                               |                   |                   |                                        |
|                                        | 22   | Klaudiusz Balcerzak           |                       |                      |                      |                               |                   |                   | Robert Paluch (niezależny)             |
| Wadim Tyszkiewicz (niezależny)         | 22   | Klaudiusz Balcerzak           |                       |                      |                      |                               |                   |                   |                                        |
| łódzkie                                |      |                               |                       |                      |                      |                               |                   |                   |                                        |
|                                        | 23   | Dominik Sankowski             | Artur Dunin           |                      |                      |                               |                   |                   |                                        |
|                                        | 24   | Marek Markiewicz              |                       |                      |                      | Małgorzata Niewiadomska-Cudak |                   |                   | Krzysztof Kwiatkowski (niezależny)     |
|                                        | 25   | Przemysław Błaszczyk          | Krzysztof Debich      |                      |                      |                               |                   | Dariusz Pigłowski |                                        |
|                                        | 26   | Maciej Łuczak                 | Krzysztof Habura      |                      | Jakub Filipowicz     |                               |                   |                   |                                        |
|                                        | 27   | Michał Seweryński             | Jacek Walczak         |                      |                      |                               | Radosław Sałata   |                   | Andrzej Urbaniak (Samoobrona)          |
|                                        | 28   | Wiesław Dobkowski             |                       | Stanisław Witaszczyk |                      | Arkadiusz Ciach               |                   |                   |                                        |
|                                        | 29   | Rafał Ambrozik                |                       |                      |                      |                               |                   |                   | Artur Bagieński (niezależny)           |
| małopolskie                            |      |                               |                       |                      |                      |                               |                   |                   |                                        |
|                                        | 30   | Andrzej Pająk                 | Maciej Koźbiał        |                      |                      |                               |                   |                   |                                        |
|                                        | 31   | Marek Pęk                     |                       |                      |                      | Janusz Bargieł                |                   |                   |                                        |
|                                        | 32   | Jan Tadeusz Duda              | Jerzy Fedorowicz      |                      |                      |                               |                   |                   |                                        |
|                                        | 33   | Krzysztof Mazur               | Bogdan Klich          |                      |                      |                               |                   |                   | Rafał Komarewicz (niezależny)          |
|                                        | 34   | Włodzimierz Bernacki          | Artur Kozioł          | Wojciech Kozak       |                      |                               |                   |                   | Mirosław Chodur (niezależny)           |
|                                        | 35   | Kazimierz Wiatr               |                       | Zbigniew Karciński   |                      |                               | Dariusz Klich     |                   |                                        |
|                                        | 36   | Jan Hamerski                  |                       | Bronisław Dutka      |                      |                               |                   |                   | Bogusław Waksmundzki (niezależny)      |
|                                        | 37   | Wiktor Durlak                 |                       |                      |                      |                               |                   |                   | Stanisław Kogut (niezależny)           |
| mazowieckie                            |      |                               |                       |                      |                      |                               |                   |                   |                                        |
|                                        | 38   | Marek Martynowski             |                       | Waldemar Pawlak      |                      |                               |                   |                   |                                        |
|                                        | 39   | Jan Maria Jackowski           | Andrzej Kamasa        |                      | Piotr Mierzwa        |                               |                   |                   |                                        |
|                                        | 40   | Jan Żaryn                     | Jolanta Hibner        |                      |                      |                               |                   |                   |                                        |
|                                        | 41   | Konstanty Radziwiłł           |                       | Michał Kamiński      |                      |                               |                   |                   |                                        |
|                                        | 42   | Cezary Jurkiewicz             | Marek Borowski        |                      |                      |                               |                   |                   |                                        |
|                                        | 43   | Lech Jaworski                 | B. Borys-Damięcka     |                      |                      |                               |                   |                   | Monika Jaruzelska (Polska Lewica)      |
|                                        | 44   | Marek Rudnicki                | Kazimierz Ujazdowski  |                      |                      |                               |                   |                   | C. Paweł Kasprzak (Obywatele RP)       |
|                                        | 45   | Piotr Radziszewski            | Aleksander Pociej     |                      |                      |                               |                   |                   |                                        |
|                                        | 46   | Robert Mamątow                |                       | Tadeusz Nalewajk     |                      |                               |                   |                   |                                        |
|                                        | 47   | Maria Koc                     | Mirosław Krusiewicz   |                      |                      |                               |                   |                   | Krzysztof Prokopczyk (Jedność Narodu)  |
| Leszek Szymański (Lista Piotrowskiego) | 47   | Maria Koc                     | Mirosław Krusiewicz   |                      |                      |                               |                   |                   |                                        |
|                                        | 48   | Waldemar Kraska               |                       | Janina Orzełowska    |                      |                               |                   |                   |                                        |
|                                        | 49   | Stanisław Karczewski          |                       | Leszek Przybytniak   |                      |                               |                   |                   |                                        |
|                                        | 50   | Wojciech Skurkiewicz          | Marta Michalska-Wilk  |                      |                      |                               | Elżbieta Komosa   |                   |                                        |
| opolskie                               |      |                               |                       |                      |                      |                               |                   |                   |                                        |
|                                        | 51   | Jerzy Czerwiński              |                       |                      |                      | Jan Woźniak                   |                   | Janusz Sanocki    | Adam Mazguła (niezależny)              |
|                                        | 52   | Marek Kawa                    | Danuta Jazłowiecka    |                      |                      |                               |                   |                   | Rafał Bartek (Mniejszość Niemiecka)    |
|                                        | 53   | Bogdan Tomaszek               | Beniamin Godyla       |                      |                      |                               |                   |                   | Roman Kolek (Mniejszość Niemiecka)     |
| podkarpackie                           |      |                               |                       |                      |                      |                               |                   |                   |                                        |
|                                        | 54   | Janina Sagatowska             | Lidia Błądek          |                      |                      |                               |                   | M. Kardasińska    |                                        |
|                                        | 55   | Zdzisław Pupa                 | Tadeusz Urban         |                      |                      |                               |                   |                   |                                        |
|                                        | 56   | Stanisław Ożóg                |                       |                      |                      |                               |                   |                   | Maciej Masłowski (niezależny)          |
|                                        | 57   | Alicja Zając                  | Daria Balon           |                      |                      |                               |                   |                   | Ryszard Skotniczny (niezależny)        |
|                                        | 58   | Mieczysław Golba              |                       | Bartosz Romowicz     |                      |                               |                   |                   |                                        |
| podlaskie                              |      |                               |                       |                      |                      |                               |                   |                   |                                        |
|                                        | 59   | Marek Komorowski              |                       | Zenon Białobrzeski   |                      |                               |                   |                   | Janusz Wasilewski (Kukiz’15)           |
|                                        | 60   | Mariusz Gromko                | Zbigniew Nikitorowicz |                      |                      |                               |                   |                   | Jan Dobrzyński (niezależny)            |
| Wanda Jankowska (Kukiz’15)             | 60   | Mariusz Gromko                | Zbigniew Nikitorowicz |                      |                      |                               |                   |                   |                                        |
|                                        | 61   | Jacek Bogucki                 | Igor Łukaszuk         |                      |                      |                               |                   |                   | Aldona Skirgiełło (Samoobrona)         |
| pomorskie                              |      |                               |                       |                      |                      |                               |                   |                   |                                        |
|                                        | 62   | Dorota Arciszewska-Mielewczyk | Kazimierz Kleina      |                      |                      |                               |                   |                   |                                        |
|                                        | 63   | Dariusz Drelich               | Stanisław Lamczyk     |                      |                      |                               |                   |                   | Waldemar Bonkowski (niezależny)        |
|                                        | 64   | Marcin Bełbot                 | Sławomir Rybicki      |                      |                      |                               |                   |                   | Józef Franciszek Wójcik (niezależny)   |
|                                        | 65   | Anna Gwiazda                  | Bogdan Borusewicz     |                      |                      |                               |                   |                   |                                        |
|                                        | 66   | Antoni Szymański              | Ryszard Świlski       |                      |                      |                               |                   |                   |                                        |
|                                        | 67   | Kazimierz Janiak              | Leszek Czarnobaj      |                      |                      |                               |                   |                   |                                        |
| śląskie                                |      |                               |                       |                      |                      |                               |                   |                   |                                        |
|                                        | 68   | Ryszard Majer                 | Łukasz Banaś          |                      | Tomasz Kajkowski     |                               |                   | Krzysztof Kubat   |                                        |
|                                        | 69   | Artur Warzocha                |                       |                      | K. Świerczyński      | Wojciech Konieczny            |                   |                   |                                        |
|                                        | 70   | Krystian Probierz             | Zygmunt Frankiewicz   |                      |                      |                               |                   |                   |                                        |
|                                        | 71   | Andrzej Misiołek              | Halina Bieda          |                      |                      |                               |                   |                   |                                        |
|                                        | 72   | Ewa Gawęda                    | Marek Migalski        |                      |                      |                               |                   |                   |                                        |
|                                        | 73   | Wojciech Piecha               | Grzegorz Wolnik       |                      |                      |                               |                   |                   | Paweł Helis (Ślonzoki Razem)           |
|                                        | 74   | Dorota Tobiszowska            | Henryk Mercik         |                      |                      |                               |                   |                   | Dawid Kostempski (niezależny)          |
| Leon Swaczyna (Ślonzoki Razem)         | 74   | Dorota Tobiszowska            | Henryk Mercik         |                      |                      |                               |                   |                   |                                        |
|                                        | 75   | Czesław Ryszka                |                       |                      |                      | G. Morawska-Stanecka          |                   |                   |                                        |
|                                        | 76   | Arkadiusz Grabowski           | B. Małecka-Libera     |                      | Marcin Lazar         |                               |                   |                   | Katarzyna Zagajska (niezależna)        |
|                                        | 77   | Jacek Dudek                   | Joanna Sekuła         |                      |                      |                               |                   |                   |                                        |
|                                        | 78   | Andrzej Kamiński              | A. Gorgoń-Komor       |                      |                      |                               |                   |                   |                                        |
|                                        | 79   | Tadeusz Kopeć                 | Hubert Maślanka       |                      |                      |                               |                   | Jerzy Jachnik     |                                        |
|                                        | 80   | Bronisław Korfanty            | Marek Plura           |                      |                      |                               |                   |                   |                                        |
| świętokrzyskie                         |      |                               |                       |                      |                      |                               |                   |                   |                                        |
|                                        | 81   | Jacek Włosowicz               |                       | Andrzej Lasak        |                      |                               |                   |                   |                                        |
|                                        | 82   | Jarosław Rusiecki             |                       |                      | Dariusz Loranty      |                               |                   |                   | Marzena Dębniak (niezależna)           |
|                                        | 83   | Krzysztof Słoń                | Edward Rzepka         |                      | Kazimierz Kik        |                               |                   |                   | Marcin Bugajski (niezależny)           |
| Przemysław Gierada (niezależny)        | 83   | Krzysztof Słoń                | Edward Rzepka         |                      | Kazimierz Kik        |                               |                   |                   |                                        |
| warmińsko-mazurskie                    |      |                               |                       |                      |                      |                               |                   |                   |                                        |
|                                        | 84   | Sławomir Sadowski             | Jerzy Wcisła          |                      | Artur Piegdoń        |                               |                   |                   |                                        |
|                                        | 85   | Bogusława Orzechowska         | Stanisław Gorczyca    |                      | Janusz Bielecki      |                               | Łukasz Tulwiński  |                   |                                        |
|                                        | 86   |                               | Jarosław Słoma        |                      |                      |                               |                   |                   | Leszek Bubel (niezależny)              |
| Andrzej Maciejewski (Prawica)          | 86   |                               | Jarosław Słoma        |                      |                      |                               |                   |                   |                                        |
| Lidia Staroń (niezależna)              | 86   |                               | Jarosław Słoma        |                      |                      |                               |                   |                   |                                        |
|                                        | 87   | Małgorzata Kopiczko           | Jolanta Piotrowska    |                      |                      |                               |                   |                   | Stanisław Tołwiński (niezależny)       |
| wielkopolskie                          |      |                               |                       |                      |                      |                               |                   |                   |                                        |
|                                        | 88   | J. Turczynowicz-Kieryłło      | Adam Szejnfeld        |                      |                      |                               |                   |                   | Jan Augustyn (niezależny)              |
|                                        | 89   | Jerzy Wierzchowiecki          |                       | Jan Filip Libicki    |                      |                               |                   |                   |                                        |
|                                        | 90   | Jarosław Pucek                | Jadwiga Rotnicka      |                      |                      |                               |                   |                   |                                        |
|                                        | 91   | P. Alexandrowicz              | Marcin Bosacki        |                      |                      |                               |                   |                   |                                        |
|                                        | 92   | Robert Gaweł                  | Paweł Arndt           |                      |                      |                               | Michał Jurga      |                   | Mirosław Piasecki (niezależny)         |
|                                        | 93   | Margareta Budner              | Maciej Sytek          |                      |                      |                               |                   |                   |                                        |
|                                        | 94   | Adam Kośmider                 | Wojciech Ziemniak     |                      |                      |                               |                   |                   | Mariusz Trawka (NOP)                   |
|                                        | 95   | Łukasz Mikołajczyk            | Ewa Matecka           |                      |                      |                               |                   |                   |                                        |
|                                        | 96   | Andrzej Wojtyła               | Janusz Pęcherz        |                      |                      |                               |                   |                   |                                        |
| zachodniopomorskie                     |      |                               |                       |                      |                      |                               |                   |                   |                                        |
|                                        | 97   | Małgorzata Jacyna-Witt        | Tomasz Grodzki        |                      |                      |                               |                   |                   |                                        |
|                                        | 98   | Edward Kosmal                 | Magdalena Kochan      |                      |                      |                               |                   |                   |                                        |
|                                        | 99   | Henryk Carewicz               | Janusz Gromek         |                      |                      |                               |                   |                   | Grażyna Sztark (niezależna)            |
|                                        | 100  | Krzysztof Nieckarz            |                       |                      |                      |                               |                   |                   | Stanisław Gawłowski (niezależny)       |
| Krzysztof Berezowski (niezależny)      | 100  | Krzysztof Nieckarz            |                       |                      |                      |                               |                   |                   |                                        |

|  | senator ubiegający się o reelekcję                                    |
|  | senator ubiegający się o reelekcję z innego okręgu niż reprezentowany |

Kolor w pierwszej kolumnie – przynależność klubowa senatora z danego okręgu na koniec kadencji lub urzędowania w przypadku braku wyborów uzupełniających (PiS/PO/PSL/niez.)

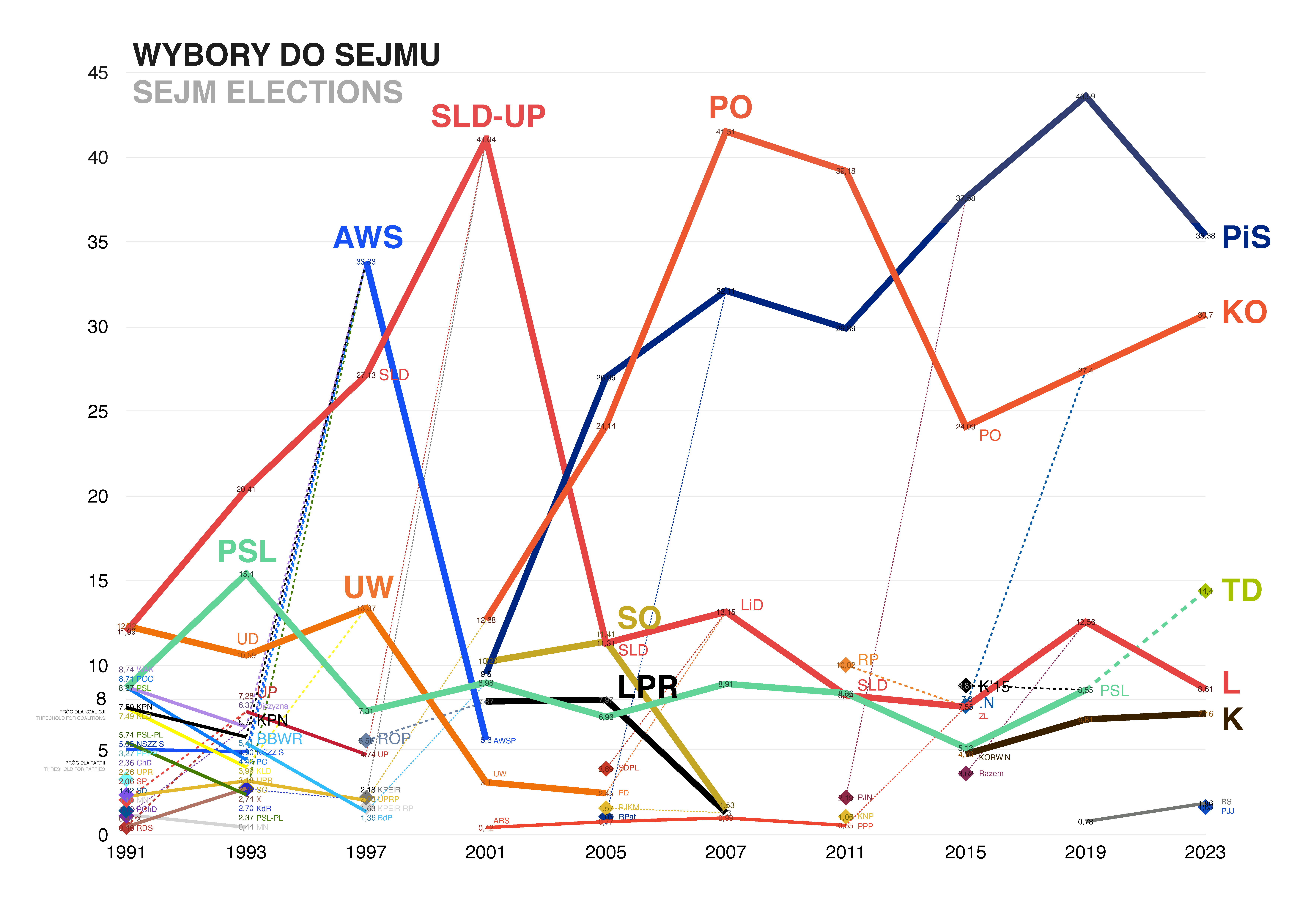
Wyniki wyborów do Sejmu 1991–2023

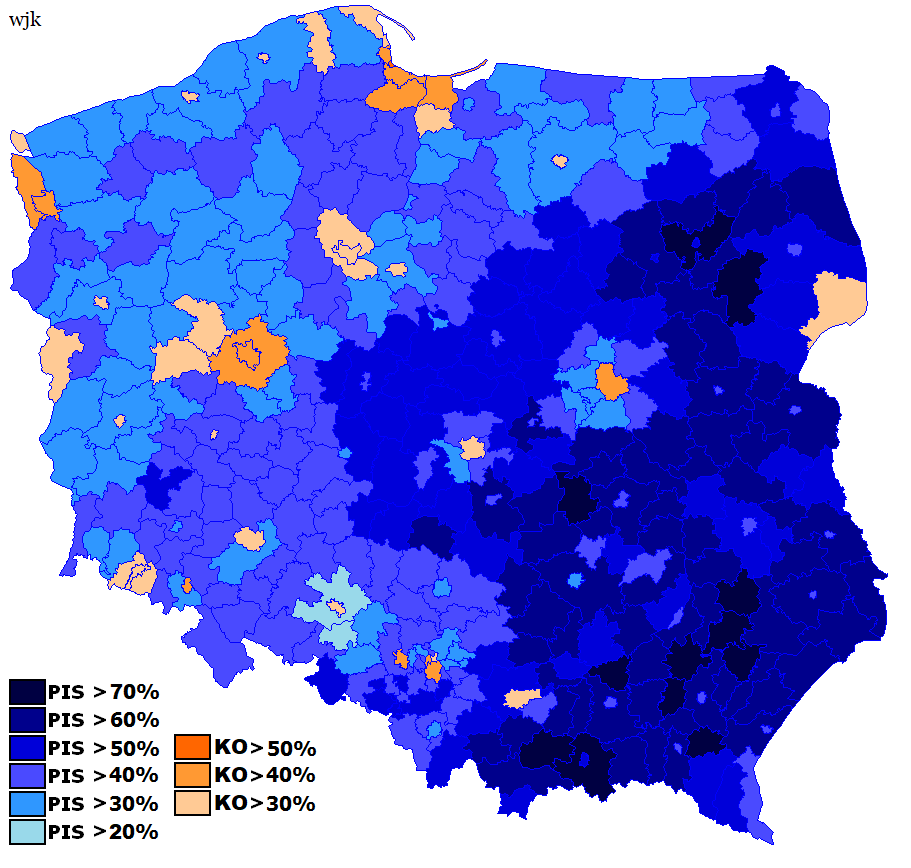
Mapa przedstawiająca ugrupowania polityczne, które uzyskały najwyższy wynik wyborczy w poszczególnych powiatach

## Głosowanie, frekwencja i wyniki wyborów

### Wyniki wyborów do Sejmu RP
| Komitet wyborczy | Komitet wyborczy                           | Głosy      | Głosy  | Głosy | Mandaty | Mandaty | Mandaty |
| Komitet wyborczy | Komitet wyborczy                           | Liczba     | %      | +/−   | Liczba  | +/−     | %       |
| ---------------- | ------------------------------------------ | ---------- | ------ | ----- | ------- | ------- | ------- |
|                  | Prawo i Sprawiedliwość                     | 8 051 935  | 43,59  | 6,01  | 235     |         | 51,09   |
|                  | KKW Koalicja Obywatelska PO .N iPL Zieloni | 5 060 355  | 27,40  | 4,29  | 134     | 32      | 29,13   |
|                  | Sojusz Lewicy Demokratycznej               | 2 319 946  | 12,56  | 1,39  | 49      | 49      | 10,65   |
|                  | Polskie Stronnictwo Ludowe                 | 1 578 523  | 8,55   | 3,42  | 30      | 14      | 6,52    |
|                  | Konfederacja Wolność i Niepodległość       | 1 256 953  | 6,81   | –     | 11      | –       | 2,39    |
|                  | KWW Mniejszość Niemiecka                   | 32 094     | 0,17   | 0,01  | 1       |         | 0,22    |
|                  |                                            |            |        |       |         |         |         |
|                  | KWW Koalicja Bezpartyjni i Samorządowcy    | 144 773    | 0,78   | –     | –       | –       | –       |
|                  | Skuteczni Piotra Liroya-Marca              | 18 918     | 0,10   | –     | –       | –       | –       |
|                  | Akcja Zawiedzionych Emerytów i Rencistów   | 5 448      | 0,03   | –     | –       | –       | –       |
|                  | Prawica                                    | 1 765      | 0,01   | –     | –       | –       | –       |
|                  |                                            |            |        |       |         |         |         |
| Ogółem           | Ogółem                                     | 18 470 710 | 100,00 | –     | 460     | –       | 100,00  |
| Głosy nieważne   | Głosy nieważne                             | 207 747    | 1,11   | 1,42  |         |         |         |
| Frekwencja       | Frekwencja                                 | 18 678 457 | 61,74  | 10,82 |         |         |         |

Podział mandatów i rozkład procentowy poparcia w wyniku wyborów z uwzględnieniem podziału na późniejszą większość rządzącą w kolejności: ugrupowanie rządowe, opozycja parlamentarna i pozaparlamentarna (komitety, które nie przekroczyły 1% poparcia w skali kraju, potraktowano zbiorczo):
|     |     |     |     |       |  |
| ↓   |     |     |     |       |  |
| 235 | 134 | 49  | 30  | 11    |  |
| PiS | KO  | SLD | PSL | Konf. |  |

|     |    |     |     |       |  |  |
|     |    |     |     |       |  |  |
| PiS | KO | SLD | PSL | Konf. |  |  |

#### Wyniki głosowania w skali okręgów
Wszystkie dane wyrażono w procentach
| Okręg  | Nazwa                |       |       |       |       |      |      |      | Frekwencja |
| Okręg  | Nazwa                | PiS   | KO    | SLD   | PSL   | KWiN | MN   | Inni | Frekwencja |
| ------ | -------------------- | ----- | ----- | ----- | ----- | ---- | ---- | ---- | ---------- |
| 1      | Legnica              | 42,40 | 25,02 | 16,43 | 7,17  | 5,85 | –    | 3,12 | 57,80      |
| 2      | Wałbrzych            | 40,54 | 32,09 | 12,35 | 7,25  | 5,42 | –    | 2,34 | 55,83      |
| 3      | Wrocław              | 34,67 | 32,80 | 15,41 | 6,46  | 7,45 | –    | 3,21 | 65,89      |
| 4      | Bydgoszcz            | 36,43 | 31,05 | 15,17 | 9,02  | 7,05 | –    | 1,29 | 59,90      |
| 5      | Toruń                | 40,38 | 26,42 | 14,83 | 10,88 | 6,33 | –    | 1,16 | 56,37      |
| 6      | Lublin               | 55,39 | 19,30 | 7,81  | 9,10  | 7,07 | –    | 1,32 | 60,88      |
| 7      | Chełm                | 59,50 | 14,80 | 6,83  | 11,86 | 5,84 | –    | 1,16 | 54,40      |
| 8      | Zielona Góra         | 34,30 | 31,27 | 15,61 | 11,63 | 7,19 | –    | –    | 57,20      |
| 9      | Łódź                 | 32,90 | 35,82 | 20,10 | 4,53  | 6,65 | –    | –    | 68,32      |
| 10     | Piotrków Trybunalski | 56,21 | 15,64 | 10,95 | 10,44 | 6,76 | –    | –    | 61,81      |
| 11     | Sieradz              | 49,81 | 20,48 | 11,98 | 10,29 | 5,88 | –    | 1,56 | 60,92      |
| 12     | Kraków I             | 53,48 | 23,04 | 8,51  | 7,90  | 7,06 | –    | –    | 62,86      |
| 13     | Kraków II            | 39,56 | 30,48 | 13,01 | 7,27  | 7,99 | –    | 1,69 | 68,57      |
| 14     | Nowy Sącz            | 65,80 | 13,83 | 6,07  | 7,35  | 6,95 | –    | –    | 60,28      |
| 15     | Tarnów               | 59,59 | 14,00 | 5,94  | 13,35 | 7,11 | –    | –    | 60,47      |
| 16     | Płock                | 52,45 | 16,85 | 8,76  | 15,17 | 5,24 | –    | 1,53 | 57,68      |
| 17     | Radom                | 57,82 | 17,15 | 7,43  | 10,20 | 5,89 | –    | 1,51 | 60,84      |
| 18     | Siedlce              | 59,76 | 13,94 | 6,45  | 11,94 | 6,49 | –    | 1,42 | 60,98      |
| 19     | Warszawa I           | 27,49 | 42,05 | 18,19 | 4,75  | 7,51 | –    | –    | 79,75      |
| 20     | Warszawa II          | 40,89 | 28,61 | 13,09 | 8,60  | 6,63 | –    | 2,19 | 70,56      |
| 21     | Opole                | 37,64 | 26,71 | 11,74 | 10,31 | 5,70 | 7,90 | –    | 52,91      |
| 22     | Krosno               | 63,36 | 15,94 | 6,04  | 7,85  | 6,81 | –    | –    | 56,37      |
| 23     | Rzeszów              | 62,38 | 14,39 | 6,59  | 7,79  | 8,25 | –    | 0,60 | 60,13      |
| 24     | Białystok            | 52,04 | 21,04 | 9,09  | 9,33  | 6,96 | –    | 1,55 | 56,97      |
| 25     | Gdańsk               | 32,10 | 41,31 | 13,47 | 5,90  | 7,21 | –    | –    | 64,21      |
| 26     | Słupsk               | 36,43 | 35,85 | 12,47 | 7,94  | 7,30 | –    | –    | 62,79      |
| 27     | Bielsko-Biała I      | 46,76 | 27,20 | 11,48 | 7,13  | 7,42 | –    | –    | 64,91      |
| 28     | Częstochowa          | 44,28 | 22,63 | 15,59 | 8,68  | 6,07 | –    | 2,75 | 61,22      |
| 29     | Katowice I           | 37,75 | 32,61 | 13,38 | 5,99  | 7,67 | –    | 2,61 | 59,18      |
| 30     | Bielsko-Biała II     | 48,28 | 27,71 | 9,68  | 5,64  | 7,17 | –    | 1,54 | 60,41      |
| 31     | Katowice II          | 39,19 | 37,20 | 11,92 | 4,37  | 7,33 | –    | –    | 64,00      |
| 32     | Katowice III         | 37,13 | 29,66 | 21,90 | 4,85  | 6,45 | –    | –    | 62,99      |
| 33     | Kielce               | 55,18 | 16,65 | 9,95  | 9,88  | 5,95 | –    | 2,40 | 57,70      |
| 34     | Elbląg               | 40,86 | 28,43 | 11,64 | 10,89 | 5,66 | –    | 2,52 | 52,71      |
| 35     | Olsztyn              | 38,82 | 26,46 | 13,84 | 13,19 | 6,97 | –    | 0,71 | 54,32      |
| 36     | Kalisz               | 42,48 | 24,72 | 13,43 | 12,80 | 6,57 | –    | –    | 59,67      |
| 37     | Konin                | 47,29 | 20,48 | 15,04 | 9,81  | 6,74 | –    | 0,64 | 59,08      |
| 38     | Piła                 | 35,64 | 30,60 | 13,28 | 13,86 | 6,62 | –    | –    | 59,11      |
| 39     | Poznań               | 25,33 | 45,38 | 16,49 | 6,20  | 6,61 | –    | –    | 73,13      |
| 40     | Koszalin             | 36,83 | 32,31 | 15,44 | 9,43  | 5,98 | –    | –    | 55,46      |
| 41     | Szczecin             | 35,11 | 35,71 | 15,25 | 7,40  | 6,53 | –    | –    | 59,36      |
| Polska | Polska               | 43,59 | 27,40 | 12,56 | 8,55  | 6,81 | 0,17 | 0,92 | 61,74      |

#### Podział mandatów w skali okręgów

Rozkład mandatów w poszczególnych okręgach wyborczych

Zwycięzcy w poszczególnych okręgach w wyborach do Senatu RP

Kartogram wyników wyborów do Senatu RP w poszczególnych okręgach

| Okręg  | Nazwa                |     |     |     |     |      |    | Łącznie |
| Okręg  | Nazwa                | PiS | KO  | SLD | PSL | KWiN | MN | Łącznie |
| ------ | -------------------- | --- | --- | --- | --- | ---- | -- | ------- |
| 1      | Legnica              | 6   | 3   | 2   | 1   | –    | –  | 12      |
| 2      | Wałbrzych            | 4   | 3   | 1   | –   | –    | –  | 8       |
| 3      | Wrocław              | 5   | 5   | 2   | 1   | 1    | –  | 14      |
| 4      | Bydgoszcz            | 5   | 4   | 2   | 1   | –    | –  | 12      |
| 5      | Toruń                | 6   | 4   | 2   | 1   | –    | –  | 13      |
| 6      | Lublin               | 9   | 3   | 1   | 1   | 1    | –  | 15      |
| 7      | Chełm                | 8   | 2   | 1   | 1   | –    | –  | 12      |
| 8      | Zielona Góra         | 4   | 4   | 2   | 1   | 1    | –  | 12      |
| 9      | Łódź                 | 4   | 4   | 2   | –   | –    | –  | 10      |
| 10     | Piotrków Trybunalski | 6   | 1   | 1   | 1   | –    | –  | 9       |
| 11     | Sieradz              | 7   | 3   | 1   | 1   | –    | –  | 12      |
| 12     | Kraków I             | 6   | 2   | –   | –   | –    | –  | 8       |
| 13     | Kraków II            | 6   | 4   | 2   | 1   | 1    | –  | 14      |
| 14     | Nowy Sącz            | 8   | 1   | –   | 1   | –    | –  | 10      |
| 15     | Tarnów               | 7   | 1   | –   | 1   | –    | –  | 9       |
| 16     | Płock                | 6   | 2   | 1   | 1   | –    | –  | 10      |
| 17     | Radom                | 6   | 2   | –   | 1   | –    | –  | 9       |
| 18     | Siedlce              | 9   | 2   | –   | 1   | –    | –  | 12      |
| 19     | Warszawa I           | 6   | 9   | 3   | 1   | 1    | –  | 20      |
| 20     | Warszawa II          | 6   | 4   | 1   | 1   | –    | –  | 12      |
| 21     | Opole                | 5   | 4   | 1   | 1   | –    | 1  | 12      |
| 22     | Krosno               | 8   | 2   | –   | 1   | –    | –  | 11      |
| 23     | Rzeszów              | 10  | 2   | 1   | 1   | 1    | –  | 15      |
| 24     | Białystok            | 8   | 3   | 1   | 1   | 1    | –  | 14      |
| 25     | Gdańsk               | 4   | 6   | 1   | –   | 1    | –  | 12      |
| 26     | Słupsk               | 5   | 5   | 2   | 1   | 1    | –  | 14      |
| 27     | Bielsko-Biała I      | 5   | 3   | 1   | –   | –    | –  | 9       |
| 28     | Częstochowa          | 4   | 2   | 1   | –   | –    | –  | 7       |
| 29     | Katowice I           | 4   | 4   | 1   | –   | –    | –  | 9       |
| 30     | Bielsko-Biała II     | 5   | 3   | 1   | –   | –    | –  | 9       |
| 31     | Katowice II          | 5   | 5   | 1   | –   | 1    | –  | 12      |
| 32     | Katowice III         | 4   | 3   | 2   | –   | –    | –  | 9       |
| 33     | Kielce               | 10  | 3   | 1   | 1   | 1    | –  | 16      |
| 34     | Elbląg               | 4   | 2   | 1   | 1   | –    | –  | 8       |
| 35     | Olsztyn              | 5   | 3   | 1   | 1   | –    | –  | 10      |
| 36     | Kalisz               | 6   | 3   | 2   | 1   | –    | –  | 12      |
| 37     | Konin                | 5   | 2   | 1   | 1   | –    | –  | 9       |
| 38     | Piła                 | 4   | 3   | 1   | 1   | –    | –  | 9       |
| 39     | Poznań               | 3   | 5   | 2   | –   | –    | –  | 10      |
| 40     | Koszalin             | 3   | 3   | 1   | 1   | –    | –  | 8       |
| 41     | Szczecin             | 4   | 5   | 2   | 1   | –    | –  | 12      |
| Polska | Polska               | 235 | 134 | 49  | 30  | 11   | 1  | 460     |

Rozkład mandatów

### Wyniki wyborów do Senatu RP
| Komitet wyborczy                     | Komitet wyborczy                           | Głosy      | Głosy  | Głosy | Mandaty | Mandaty | Mandaty |
| Komitet wyborczy                     | Komitet wyborczy                           | Liczba     | %      | +/−   | Liczba  | +/−     |         |
| ------------------------------------ | ------------------------------------------ | ---------- | ------ | ----- | ------- | ------- | ------- |
|                                      | Prawo i Sprawiedliwość                     | 8 110 193  | 44,56  | 4,57  | 48      | 13      |         |
|                                      | KKW Koalicja Obywatelska PO .N iPL Zieloni | 6 490 306  | 35,66  | 4,18  | 43      | 9       |         |
|                                      | Polskie Stronnictwo Ludowe                 | 1 041 909  | 5,72   | 1,68  | 3       | 2       |         |
|                                      | Sojusz Lewicy Demokratycznej               | 415 745    | 2,28   | 1,63  | 2       | 2       |         |
|                                      | KWW Lidia Staroń – Zawsze po stronie ludzi | 106 035    | 0,58   | 0,02  | 1       |         |         |
|                                      | KWW Krzysztofa Kwiatkowskiego              | 79 348     | 0,44   | –     | 1       | –       |         |
|                                      | KWW Wadim Tyszkiewicz                      | 63 675     | 0,35   | –     | 1       | –       |         |
|                                      | KWW Demokracja Obywatelska                 | 44 956     | 0,25   | –     | 1       | –       |         |
|                                      | KWW Koalicja Bezpartyjni i Samorządowcy    | 331 385    | 1,82   | –     | –       | –       |         |
|                                      | Konfederacja Wolność i Niepodległość       | 144 124    | 0,79   | –     | –       | –       |         |
|                                      | KWW Mniejszość Niemiecka                   | 49 138     | 0,27   |       | –       | –       |         |
|                                      | Prawica                                    | 21 943     | 0,12   | –     | –       | –       |         |
| Pozostałe komitety wyborcze partii   | Pozostałe komitety wyborcze partii         | 224 443    | 1,23   | –     | –       | –       |         |
| Pozostałe komitety wyborcze wyborców | Pozostałe komitety wyborcze wyborców       | 1 078 148  | 5,92   | –     | –       | –       |         |
|                                      |                                            |            |        |       |         |         |         |
| Ogółem                               | Ogółem                                     | 18 201 348 | 100,00 | –     | 100     | –       |         |
| Głosy nieważne                       | Głosy nieważne                             | 476 582    | 2,55   | 1,33  |         |         |         |
| Frekwencja                           | Frekwencja                                 | 18 677 930 | 61,74  | 10,83 |         |         |         |

|     |    |     |     |     |
| ↓   |    |     |     |     |
| 48  | 43 | 3   | 2   | 4   |
| PiS | KO | PSL | SLD | KWW |

|     |    |     |     |  |  |  |
|     |    |     |     |  |  |  |
| PiS | KO | PSL | SLD |  |  |  |

### Frekwencja
Do wzięcia udziału w głosowaniu uprawnionych było 30 253 556 osób. Frekwencja do godz. 12:00 wyniosła 18,14%, do godz. 17:00 – 45,94%, a ostateczna 61,74%. Najwyższą frekwencję odnotowano w województwie mazowieckim (69,46%), a najniższą w województwie opolskim (52,91%). Najniższą frekwencję odnotowano w gminie Zębowice (34,96%), a najwyższą w Warszawskiej dzielnicy Wilanów (85,24%).

## Debaty przedwyborcze
| Data            | Organizator      | Prowadzący                           | Temat(-y) | Przedstawiciele komitetów wyborczych | Przedstawiciele komitetów wyborczych | Przedstawiciele komitetów wyborczych | Przedstawiciele komitetów wyborczych | Przedstawiciele komitetów wyborczych | Przypisy |
| Data            | Organizator      | Prowadzący                           | Temat(-y) | PSL                                  | PiS                                  | SLD                                  | Konfederacja                         | KO                                   | Przypisy |
| --------------- | ---------------- | ------------------------------------ | --- | ------------------------------------ | ------------------------------------ | ------------------------------------ | ------------------------------------ | ------------------------------------ | -------- |
| Data            | Organizator      | Prowadzący                           | Temat(-y) |                                      |                                      |                                      |                                      |                                      | Przypisy |
| 1 października  | Telewizja Polska | Michał Adamczyk                      | polityka społeczna, kwestie światopoglądowe, polityka zagraniczna, służba zdrowia, jawność w polityce, rolnictwo | W. Kosiniak-Kamysz                   | J. Sasin                             | A. Rozenek                           | J. Wilk                              | B. Budka                             | [ 50 ]   |
| 7 października  | Polsat News      | Agnieszka Gozdyra                    | kwestie światopoglądowe                                                                                          | D. Klimczak                          | J. Sellin                            | P. Piechna-Więckiewicz               | K. Berkowicz                         | B. Budka                             | [ 51 ]   |
| 8 października  | TVN24            | Grzegorz Kajdanowicz, Monika Olejnik | służba zdrowia, polityka społeczna i gospodarka, praworządność, kwestie klimatyczne                              | W. Kosiniak-Kamysz                   | M. Horała                            | A. Zandberg                          | K. Bosak                             | I. Leszczyna                         | [ 52 ]   |
| 8 października  | Polsat News      | Piotr Witwicki                       | klimat i środowisko                                                                                              | M. Kasprzak                          | H. Kowalczyk                         | A. Rozenek                           | R. Winnicki                          | M. Stępień                           | [ 53 ]   |
| 9 października  | Polsat News      | Wojciech Dąbrowski                   | ochrona zdrowia                                                                                                  | M. Mikos                             | J. Cieszyński                        | M. Zawisza                           | A. Bryłka                            | T. Grodzki                           | [ 54 ]   |
| 10 października | Polsat News      | Grzegorz Kępka                       | gospodarka | K. Paszyk                            | L. Skiba                             | D. Standerski                        | S. Mentzen                           | I. Leszczyna                         | [ 55 ]   |
| 11 października | Polsat News      | Grzegorz Jankowski                   | rodzina | A. Ścigaj                            | T. Wargocka                          | A.M. Żukowska                        | J. Kulesza                           | M. Okła-Drewnowicz                   | [ 56 ]   |

|  | lider lub kandydat na premiera |
|  | inny przedstawiciel komitetu   |

## Ważność wyborów
23 grudnia 2019, po rozpoznaniu wszystkich protestów wyborczych, Izba Kontroli Nadzwyczajnej i Spraw Publicznych Sądu Najwyższego (której legalność zanegowały potem trzy inne izby SN oraz Trybunał Sprawiedliwości Unii Europejskiej) uznała uchwałą wybory za ważne.

## Sondaże
Wykres sondaży obejmujący okres kadencji poprzedzającej wybory:

## Koszt wyborów
Krajowe Biuro Wyborcze przekazało PAP, że na organizację wyborów parlamentarnych w planie wydatków przewidziano kwotę 224 mln 724 tys. zł. Ponad 88 mln zł zostanie przeznaczonych na diety dla członków obwodowych komisji wyborczych, a blisko 36 mln zł – na druk kart do głosowania.